# Тулиновка
Тулиновка — село в Тамбовском районе Тамбовской области России. 
Административный центр Тулиновского сельсовета.

## География
Расположено на реке Мошляйка (притоке Цны), в 11 км к северо-востоку от центра Тамбова.

## История
Село названо в честь купца и промышленника-суконщика Якова Васильевича Тулинова, который в 1754 году вместе с московским купцом Михайло Олесовым построили здесь небольшую суконную мануфактуру. С основанием суконной фабрики поселение на реке Мошляйка стало называться Лесной Фабрикой, затем Лесной (Тулинова), Лесной фабрики Тулинова, Лесной Тулиновки на Цне и, наконец, на рубеже XX века приобрело название село Тулиновка Мало-Талинской волости Тамбовского уезда Тамбовской губернии.

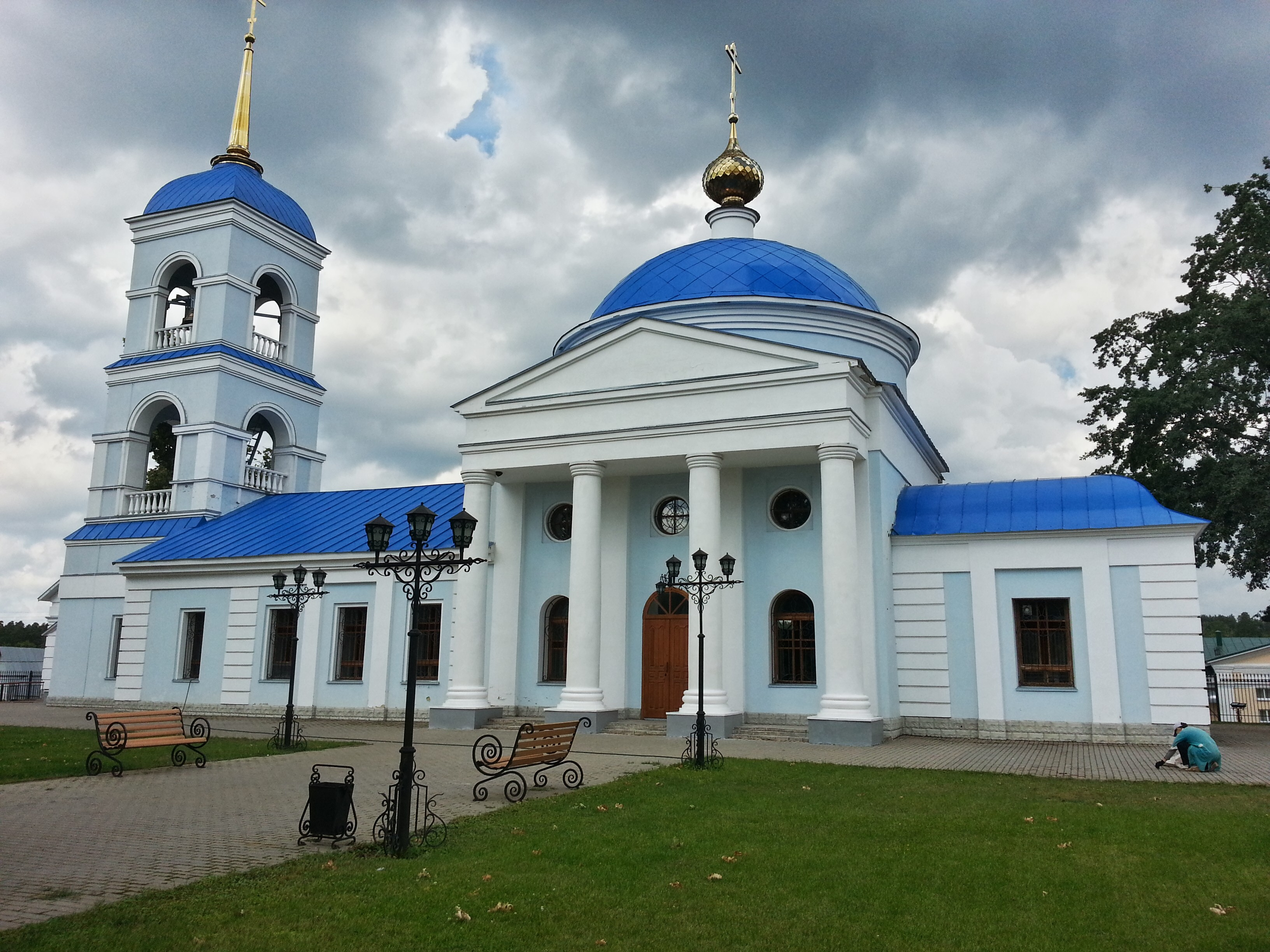
Успенская церковь

По завещанию умершей в 1877 году владелицы села Тулиновки Софии Яковлевны Тулиновой  в 1879 году в селе учредили женскую общину с приютом при ней, которая в 1880 году община была переименована в Успенский Софийский женский монастырь. После 1917 года монастырь прекратил свое существование, многие монастырские здания были разрушены. В 1998 году в Успенской церкви возобновились богослужения, но монастырь в настоящее время не действует.

## Население
| 2002 | 2010  |
| ---- | ----- |
| 1951 | ↘1827 |

### Национальный состав
Согласно результатам переписи 2002 года, в национальной структуре населения русские составляли 98 % от жителей.